# Železniční doprava v Číně

Mapa železničních tratí v ČLR (2020)

Železniční doprava v Číně patří k důležitým a rychle se rozvíjejícím způsobům dálkové dopravy. Na konci roku 2020 bylo v Číně vystavěno celkem 146 300 km železničních tratí, z čehož 37 900 km představovaly vysokorychlostní tratě. V posledních pěti letech bylo vystavěno 20,9 % celkové délky železnic a délka vysokorychlostních tratí se zdvojnásobila. Do roku 2035 Čína plánuje rozšířit systém vysokorychlostních tratí až na 38 000 km, což by představovalo nárůst o 84 % oproti stavu k roku 2020.